# مكورة (الرميلة)
مكورة هي إحدى مشيخات المملكة المغربية، تتبع جغرافيا لإقليم بولمان وإداريًا لالرميلة. يقدر عدد سكانها بـ 1726 نسمة حسب الإحصاء الرسمي للسكان والسكنى لسنة 2004.